# COMIC快楽天
『COMIC快楽天』（コミックかいらくてん）は、ワニマガジン社発行の成人向け漫画雑誌。
1994年に『漫画エロトピア』9月8日増刊号としてスタートし、1995年9月号から独立創刊。2024年10月号で創刊30周年を迎え、2024年12月（2025年2月号）には別冊付録『WANIMAGAZINE COMICS CHRONICLE』を付属した30周年記念号が刊行された。
現在も定期刊行中の成年漫画誌として1986年創刊の『ペンギンクラブ』に次ぐ歴史を持つ。

## 概要
『漫画エロトピア』増刊号として創刊して以来、2003年5月号まで村田蓮爾が表紙の作画を担当。芳文社で『コミックmagazine』『漫画パンチ』などの劇画誌を編集していた平田昌兵初代編集長（後に社長）のカラーが色濃く出ていた『漫画エロトピア』とは正反対に、山崎公士初代編集長（現社長）の嗜好が色濃く出たスタイリッシュな誌面が特徴となっていた。
このジャンルでは性的アピールを前面に出した表紙が多いのに対し、創刊当時の本誌は異端な性的描写が少ないハイセンスで美麗なデザインで独自の評価を得ていた。本誌の成功から、姉妹誌の『変玉』がトレヴァー・ブラウン、『COMIC激漫』は寺田克也、『快楽天・星組』はOKAMAがそれぞれ表紙イラストを担当し、同業他社とは大きく異なるブランドイメージを形成していく。
一方で成年向け漫画誌と分かりづらく、子供が間違って買ってしまうなどという抗議が絶えなかったが、ワニマガジン社は毅然たる態度を示し、約9年間村田を起用し続けた。内容も性交渉だけに終始することなく、一般青年誌を意識したストーリー的に読み応えのある作品も多く、初期は性描写の無い作品も珍しくなかった。この時期の主力作家はOKAMA、ぢたま某、文月晃、陽気婢などが挙げられる。
2000年頃からの成人向け漫画のハードコア化に伴い、2003年6月号以降は成人誌らしく性的アピールの強いものとなり、表紙イラストも執筆陣からみやびつづる、LINDA、西安、鳴子ハナハルなどが交代で担当するようになったが、2019年頃から再び、フライなど専業イラストレーターの起用を行っている。
村田蓮爾を中心とした初期アート路線のイラストレーターや漫画家は、山崎編集長が2004年に創刊した『robot』などへ移行し、『季刊GELATIN』『ひめ』シリーズなど、2013年まで独立路線を取っていたが、村田は現在も広告を除いた最後のページに "futuregraph" として一枚絵を掲載している。
成人向け漫画雑誌としては、2011年の時点で異例の32万部発行であった（公称）。これは一般誌である『ヤングチャンピオン』（25万部）や『ヤングアニマル』（19万部）を越え、『モーニング』（41万部）や『ビッグコミックスピリッツ』（37万部）や『ビジネスジャンプ』（37万部）などに並ぶ発行部数である。いわゆるコンビニ売り雑誌であり、主にコンビニエンスストア（セブン-イレブン、ファミリーマート等）で販売されている。ただし、一時期はオンライン書店でも販売され、Amazonでは2006年3月号～2008年7月号に関してはマーケットプレイス（一般の出品者から言い値で購入する）より購入できた。販売されなくなったのは2008年7月1日に注文した商品をコンビニエンスストアの店頭で受け取れる「コンビニ受取」サービスを開始したことに伴いコンビニ売りの雑誌の取扱を縮小したためである。
2017年1月、オンラインストリーミングサービスのKomifloがデジタル配信を開始した。配信日は紙雑誌の発売日と同日となる。これは快楽天の正式なデジタル配信としては初めてのことである。
2019年8月号から、コンビニエンスストアでの成人向け雑誌取り扱い停止に伴い、成年マーク付きの書店向け雑誌となった。

## 主な執筆作家
- アシオミマサト
- 東鉄神
- いーむす・アキ
- 石川シスケ
- いちまつ
- いとうえい
- いぬぶろ
- いのうえたくや
- えーすけ
- MGジョー
- 楝蛙
- 尾崎未来
- 恩田チロ
- オクモト悠太
- かるま龍狼
- きい
- 北河トウタ
- 小梅けいと
- こんちき
- SAVAN
- SABE
- 終焉
- スミヤ
- 関谷あさみ
- 道満晴明
- とろしお
- 夏蜜柑
- なぱた
- 鳴子ハナハル
- 南北
- 西安
- Noise
- 野原ひろみ
- Hamao
- はらざきたくま
- 馬鈴薯
- ひげなむち
- 雛原えみ
- フエタキシ
- 藤丸
- ぼっしぃ
- ボボボ
- ホムンクルス
- ポン貴花田
- みちきんぐ
- 宮内由香
- みやびつづる
- 村田蓮爾
- めいびい
- mogg
- もじゃりん
- もず
- 八尋ぽち
- YUG
- RaTe
- LINDA

## アニメ化作品
いずれもアダルトアニメ。
| 作品              | 発売年 | アニメーション制作 | 備考 |
| ----------------- | ------ | ------------------ | ---- |
| 水着彼女          | 2009年 | ティーレックス     |      |
| お嬢様はHがお好き | 2010年 | ティーレックス     |      |

## 新人賞
1997年より、およそ年2回のペースで新人漫画賞を開催している。賞金は王様賞が50万円、王子様賞が30万円、お姫様賞が10万円および奨励賞が5万円である。ただし近年は奨励賞のみか該当者なしが目立つ。

### 快楽天新人漫画王賞
- 第1回--王子様賞：OKAMA（Okama名義）、お姫様賞：夏蜜柑、奨励賞：宇佐美渉
- 第2回--お姫様賞：イサカミナミ
- 第4回--王子様賞：ポヨ＝ナマステ
- 第6回--奨励賞：くどうひさし
- 第7回--お姫様賞：小梅けいと
- 第12回--王子様賞：鳴子ハナハル
- 第15回--奨励賞：恩田チロ、終焉、野原ひろみ
- 第18回--奨励賞：ウメ吉
- 第20回--奨励賞：フエタキシ（不壊タキシ名義）
- 第22回--奨励賞：tosh、マタタビ
- 第24回--奨励賞：ぱん太、よしあつ
- 第25回--お姫様賞：ホムンクルス、南北、奨励賞：石川シスケ
- 第27回--お姫様賞：よしろん、ひげなむち、奨励賞：あづま煉
- 第29回--奨励賞：すずはねすず、よこしま日記
- 第30回--王子様賞：kanbe、奨励賞：ぴかお
- 第31回--奨励賞：安藤周記
- 第32回--奨励賞：松河、音音丸
- 第33回--お姫様賞：ニイマルユウ、奨励賞：きい
- 第34回--奨励賞：うさぎなごむ

（同賞は五十音順）

### エロマンガグランプリ（仮）
- 第3回--佳作：siho、奨励賞：大舞ばに
- 第8回--準入選：健やか牛乳、奨励賞：海の吸盤、芝4丁目
- 第12回--奨励賞：Nanae、七ツ田、眉唾モノ、みずのちょう
- 第17回--奨励賞：パンダエキス

## 関連雑誌
COMIC失楽天
快楽天の連載作品のうち、特定の作家を特集して出される増刊。COMIC快楽天に掲載済みの作品を再編集したものがほとんどで、描き下ろしは少ない。ページ数の問題などで単行本がなかなか出ない作家の総集編的な増刊で、穴埋め的に新人の原稿が載るという構成だった。公称発行部数は20万部。鳴子ハナハルなどの人気作家の特集号は、中古市場で特に高値で取引されることがある。2011年6月発売号より同社の成年向け漫画雑誌『COMIC華漫』と役割を交代し、従来の再録中心ではなく新作のみが掲載されるようになった。2012年11月号より独立創刊。
COMIC快楽天BEAST
同じワニマガジン社から刊行されていた『アクションカメラ』系統のグラビア誌『Chuッ！SPECIAL』の増刊枠を利用して創刊。現在は独立して月刊化。公称発行部数は12万部。
COMIC華漫
2011年6月発売号より、『COMIC失楽天』と役割を交代し、再録中心となった。公称部数8万部。2019年6月発売号を最後に刊行が途絶えている。
COMIC快楽天XTC（エクスタシー）
『Yha!Hip&lip』の増刊枠を利用し、2012年7月発売号より創刊。不定期刊。『Yha!Hip&lip』の休刊に伴い、2015年5月発売号（Vol.5）より『快楽天BEAST』の増刊となり、同時に成年コミックマーク付きとなった。2016年7月発売号（Vol.6）を最後に刊行が途絶えている。
COMIC X-EROS（コミックゼロス）
快楽天の増刊として2012年11月に創刊した成年コミックマーク付き月刊誌。
快楽天・星組
1997年から2000年頃まで刊行されていた増刊。中綴じである快楽天と違って星組は平綴じ。本誌よりさらに自由な方向性で、性的描写のない作品、ギャグ作品などが多かった。表紙はOKAMAが担当。現在は休刊。
COMIC激漫
1996年に『漫画エロトピア』増刊号として刊行開始。隔月刊。後述の『コミックライジン』を源流とする姉妹誌だが、快楽天より劇画寄りの絵柄が多く、非18禁のギャグ漫画だった馬場康士「LIZARD KING」が人気を博していた。2000年の26号で独立創刊するが、2001年に32号で休刊。編集長は平田由紀。表紙は寺田克也が担当。
変玉
1998年に刊行された増刊。表紙にトレヴァー・ブラウンを起用し、執筆陣も大越孝太郎「猟奇刑事マルサイ」、TAGRO「変態生理ゼミナール」など、スタイリッシュなエログロを得意とする漫画家を揃えたアート色の強い増刊。現在は休刊。編集長は『YOUNG HiP』編集長の兼任。
コミックワル蔵
2002年に刊行開始。編集長は平田由紀で、実質『Comic激漫』の後継誌だが、創刊号表紙は江川達也が担当し、内容も『コミックライジン』時代に回帰したマニア系青年誌になっていた。付録は快楽天や激漫のカバーアートを収録したCD-ROM。こばやしひよこが表紙を担当した2号で休刊。
robot
2004年から2008年まで不定期刊行された、村田蓮爾責任編集と銘打ったフルカラーコミック誌。『季刊GELATIN』へ移行。全10号。
季刊GELATIN
2009年から2011年まで刊行された季刊誌。『robot』と同じく、イラストレーターのアンソロジー画集に近い構成。『ひめ』シリーズへ移行。全9号。
『ひめ』シリーズ
2011年から2013年まで刊行された季刊誌。全4号。
コミックライジン
『漫画エロトピア』増刊号として1993年5月から1994年6月まで8冊刊行された隔月誌。成人向け要素がない、マニア系青年誌に近い体裁で、快楽天と激漫の前身雑誌。

## 電子版配信
携帯電話向けに漫画や待ち受けイラストを有料でダウンロードできるサービス「モバイル快楽天」が2007年12月29日に開始したが、2008年11月30日まででサービスを休止することとなった。再開は未定で、事実上のサービス終了。創刊20周年記念号となる2014年10月号より電子版の配信を開始。
2017年1月13日から、コミック快楽天などワニマガジン社のコミック雑誌有料読み放題サービス「Komiflo（コミフロ）」を開始している。